# Spiroglossa tpus
Spiroglossa tpus är en tvåvingeart som beskrevs av Carl Ludwig Doleschall 1858. Spiroglossa tpus ingår i släktet Spiroglossa och familjen parasitflugor. Inga underarter finns listade i Catalogue of Life.